# Square Enix
Square Enix Holdings Co., Ltd (яп. 株式会社スクウェア･エニックス・ホールディングス «Сукуеа Еніккусу Хорудінгусу») — японське видавництво та виробник відеоігор, а також манґи. Square Enix в першу чергу відома завдяки іграм жанру jRPG, зокрема серіям Final Fantasy і Dragon Quest, а також серії екшн-RPG Kingdom Hearts.
Square Enix утворилася в результаті об'єднання компаній Square і Enix, котре завершилося 1 квітня 2003 року. Enix офіційно поглинула Square. Обмін акцій Square Co., Ltd. на акції Sqare Enix був проведений із відношення 1:0,85, тоді як акції Enix були обміняні з відношення 1:1. Попри це, більшість офіційних осіб від Square зберегли чільні ролі в новій ієрархії свіжосформованої компанії, включно президента Square Йоіті Вада, котрий став президентом нової компанії.
З вересня 2005 року Square Enix володіє також розробником відеоігор та аркадних ігрових автоматів Taito Corporation, а з березня 2009 року — англійським видавництвом комп'ютерних та відеоігор Eidos Interactive, котре в липні 2009 року увійшло до складу Square Enix Europe.

## Корпоративна історія

### Enix
Enix була заснована 22 вересня 1975 року, як сервісний центр Eidansha Boshu японським підприємцем Ясухіро Фукушіма. Enix орієнтувався на публікацію ігор, найчастіше співпрацюючи виключно з компаніями партнерами, і, мабуть, найвідоміші за свою публікацію серії консольних ігор Dragon Quest, розроблених компанією Chunsoft. Основними членами співробітників розробника були директор Коїчі Накамура, письменник Юуджі Хорій, художник Акіра Торіяма, та композитор Коїчі Сугіяма. Перша гра в серії RMI на базі NES, була випущена в 1986 році й зрештою продалась в 1,5 мільйона копій тільки в Японії, встановивши Dragon Quest як найприбутковішу франшизу компанії. Попри заяву, що головний на той час конкурент Enix Square буде розробляти ігри виключно для Sony PlayStation, Enix оголосила в січні 1997 року, що вона випустить ігри для консолей Nintendo і Sony. Це спричинило значне зростання акцій як для Enix, так і для Sony. До листопада 1999 року компанія Enix була внесена до переліку 1-го розділу Токійської фондової біржі, вказуючи на неї як на «велику компанію».

### Square
Компанія Square була відкрита в жовтні 1983 року Масафумі Міямото як підрозділ з розробки відеоігор Den-Yu-Sha, компанії з будівництва ліній електропередач, якою володів його батько. Не зважаючи на те, що в той час розробка відеоігор зазвичай велася одним програмістом, Міямото був впевнений, що можна підвищити ефективність роботи, якби над проєктом працюватимуть професійні сценаристи, програмісти та графічні дизайнери.
У вересні 1986 року компанія стала незалежною, що дозволило Міямото офіційно її зареєструвати як Square Co., Ltd. Після видання кількох неуспішних ігор для Famicom компанія в 1987 році переїхала в район Уено, Токіо, де розробила рольову гру Final Fantasy, надихнувшись успіхом гри Dragon Quest 1986-го року від Enix. Final Fantasy стала успіхом, було продано понад 400 тис. копій. Гра перетворилася в основну франшизу Square, породивши велику серію продовжень, та розвивається дотепер.